# Mattias Kristiansson
Mattias Kristiansson, född 7 september 1985 i Malmö, är en svensk tidningsredaktör och grundare och chefredaktör för tidningen Vego. Han har medverkat i Nyhetsmorgon som TV-kock och gästat Mathem med sin vegetariska matkasse. Han driver även ”Vegopodden” tillsammans med Kitty Jutbring.
Mattias Kristiansson vann matbloggpriset i kategorin ”Bästa Bak- och Dessertblogg” 2012 med bloggen Bake my day. Han har gett ut flera bak- och kokböcker.